# بودیسم چان

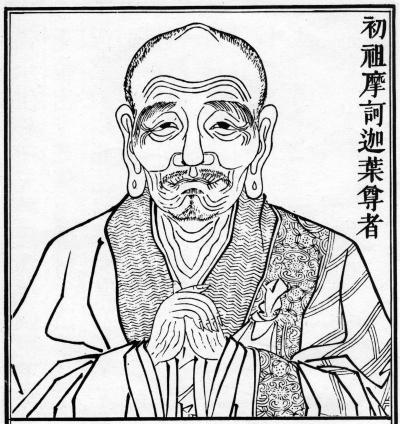
بودیسم چان

بودیسم چان (انگلیسی: Chan Buddhism) از زبان سانسکریت «dhyāna» (به معنی مدیتیشن یا حالت مراقبه), یک مکتب چینی مهایانه در آیین بودایی است. از قرن ششم گاه‌شماری دوران مشترک به بعد در چین توسعه یافت و در طول دودمان تانگ و دودمان سونگ غالب شد.